# Bror Cederström (1824–1893)
Claes Arvid Bror Cederström, född 26 juli 1824 på Södertuna i Frustuna socken, död 13 januari 1893 i Helsingborg, var en svensk friherre och militär. Han var far till Henriette Coyet, Bror Cederström, Carl Cederström och Claes Cederström.
Cederström var son till Bror Cederström. Han blev 1839 student vid Lunds universitet, underlöjtnant vid kronprinsens husarregemente 1842, adjutant hos kronprins Karl 1847 och tjänstgjorde vid dennes till Danmark sammandragna svenska enheten 1848. Cederström blev 1854 ryttmästare i armén, adjutant hos Karl XV 1859, major 1862 och överstelöjtnant 1864. År 1864 blev han chef för Karl XV:s husarregemente och befordrades 1872 till generalmajor, samtidigt som han blev förste adjutant hos kungen. Cederström var 1874–1877 generalbefälhavare i femte militärdistriktet och 1877–1885 i första militärdistriktet. År 1885 befordrades han till generallöjtnant och utnämndes till inspektör för kavalleriet. Han erhöll avsked 1892. Cederström stödde sin son Brors nydanande verksamhet vid Strömsholm för främjande av en mer soldatmässig fältridning. De är begravna på Nya kyrkogården i Helsingborg.